# كلية الطب البيطري (كالغاري)
كلية الطب البيطري (بالإنجليزية: Calgary Faculty of Veterinary Medicine)‏ هي إحدى كليات جامعة كالغاري في كندا وتعمل على تدريس الطب البيطري.